# Rattenkönig

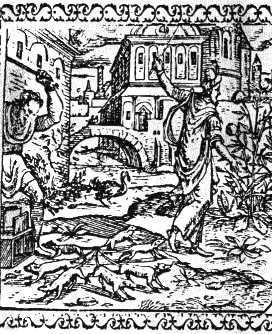
Frühneuzeitliche Abbildung eines Rattenkönigs

Als Rattenkönig werden mehrere an den Schwänzen verknotete oder verklebte Ratten bezeichnet.
Dieses seltene Phänomen soll vor allem unter Hausratten auftreten. Als Ursache für die Entstehung geben manche Quellen an, dass sich die Schwänze einer ganzen Anzahl von Tieren verknoten und die Tiere anschließend durch Blut, Schmutz und Exkremente zusätzlich an Beinen und Flanken verkleben. In der Folge sollen die Tiere untrennbar an den Schwänzen verwachsen, die vielfach gebrochen sind. Allerdings wird diese Spekulation von der Fundlage nicht gestützt. Ohne Verknotung lebend zusammenklebende Ratten und zusammengewachsene Ratten sind nicht dokumentiert. Fast alle Funde sind nur an den Schwänzen verknotet. Die einzige Ausnahme, der Rattenkönig von Altenburg (unten), klebt durch Mumifizierung zusammen.

## Mögliche Ursachen

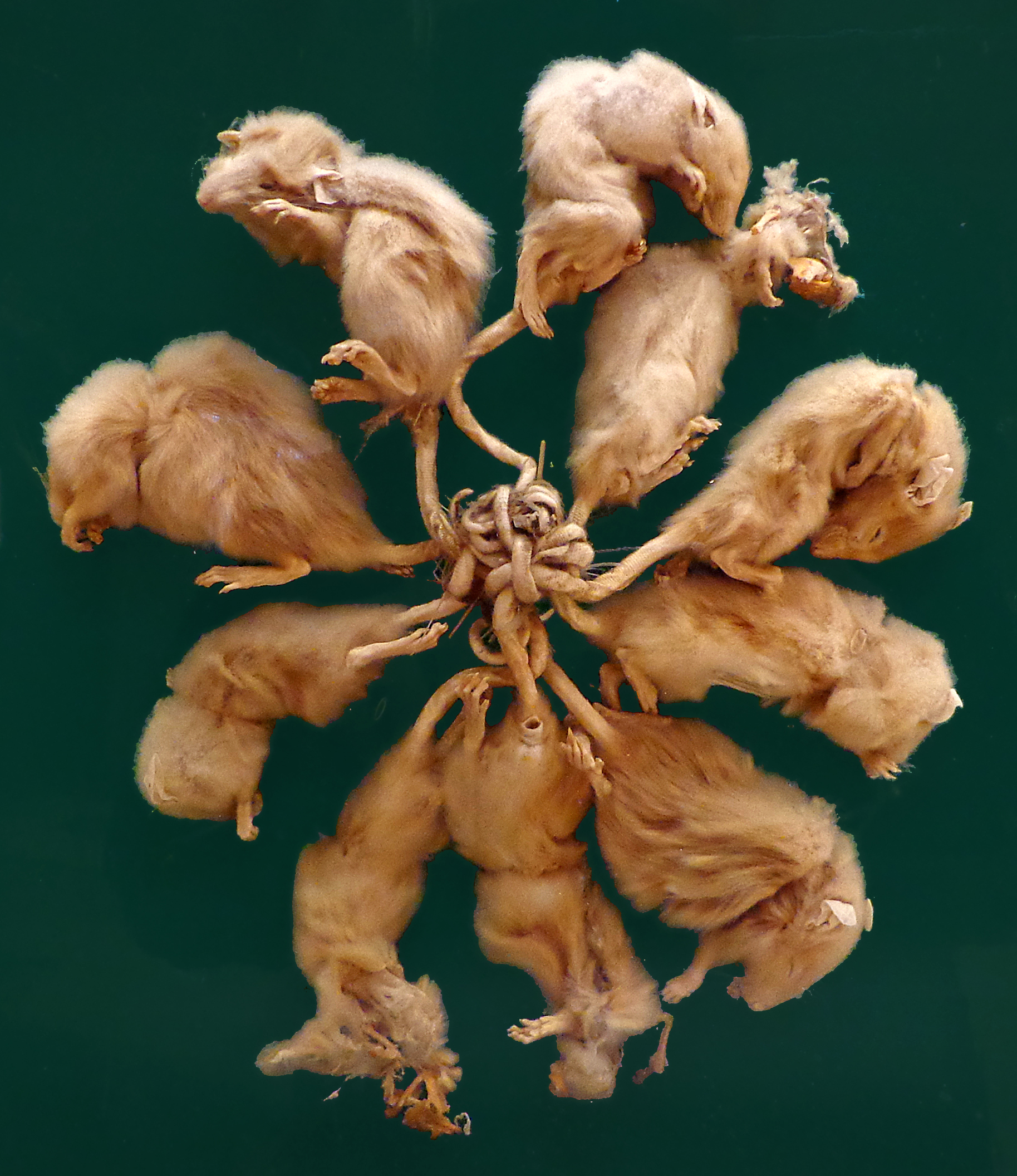
Rattenkönig aus Dellfeld im Zoologischen Museum Straßburg (gefunden 1895)

Die Ursache für die Verwachsung soll in zu engen Bauen liegen, in denen vor allem Jungtiere zu eng beieinander liegen und so die Verklebung und gegenseitige Verletzung stattfinden konnte. Viele Rattenkönige sollen lebendig gefunden worden sein. Diese Entstehungsgeschichte der Rattenkönige steht jedoch unter anderem im Widerspruch zum bekannt ausgeprägten Komfortverhalten von Ratten. Wissenschaftliche Untersuchungen, welche die natürliche Entstehung der Funde zweifelsfrei nachweisen, gibt es nicht. Die natürliche Entstehung von Rattenkönigen nach dem oben genannten Schema wird daher häufig bezweifelt, viele einschlägige Quellen halten ein natürliches Vorkommen für nicht gesichert oder behandeln das Thema nicht. Als Ursachen sind auch postmortale Verklebung oder Mumifizierungen und Manipulation (etwa Zusammenbinden der Schwänze getöteter Ratten) denkbar. Nach Meinung englischer und französischer Quellen handelt es sich beim Rattenkönig um einen alten Mythos des deutschen Sprachraums, teilweise auch des niederländischen und dänischen, der aus zufälligen Funden von im Spiel an den Schwänzen verknoteten Ratten entstanden ist. Die meisten Funde werden dort als Manipulation und Mumifizierung skeptisch betrachtet. Außerhalb Mitteleuropas, Frankreichs, des Baltikums und Dänemarks wurden – abgesehen von einem Fund auf Java – nirgendwo Rattenkönige thematisiert und Funde ausgestellt.

## Funde
Der früheste Bericht über Rattenkönige stammt von 1564, im 18. Jahrhundert ebbte das Phänomen ab. Die Seltenheit der Funde seit dem Beginn des 20. Jahrhunderts wird auf den Wandel der hygienischen Umstände zurückgeführt, zum Teil auch auf die Verdrängung der Haus- durch die robustere Wanderratte. Die jüngsten Funde datieren vom 10. April 1986 (Maché in Frankreich) und vom 16. Januar 2005 aus dem estnischen Kreis Võru.

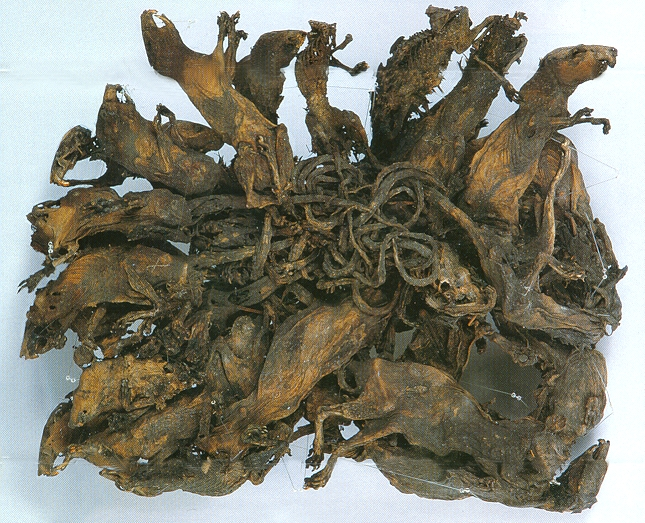
Rattenkönig im Naturkundemuseum Mauritianum Altenburg

Bei ihrer Entdeckung wurden lebendige Rattenkönige stets aus Furcht und Aberglauben schnell getötet. Zusätzlich gab es regelmäßig auch Funde von abgestorbenen und in der Folge mumifizierten Rattenkönigen. Das naturkundliche Museum „Mauritianum“ in Altenburg (Thüringen) zeigt den größten bekannten mumifizierten „Rattenkönig“, der 1828 im Kamin eines Müllers in Buchheim gefunden wurde. Er besteht aus 32 Ratten. Alkoholpräparate von Rattenkönigen sind in Museen in Hamburg, Göttingen und Stuttgart zu sehen. Insgesamt ist die Anzahl der bekannten Funde von Rattenkönigen gering. Je nach Quelle schwankt sie zwischen 35 und 50 Funden.
Der „Rattenkönig“ wird vor allem für die Hausratte (Rattus rattus) beschrieben. Lediglich bei einem Fund vom 23. März 1918 in Bogor auf Java handelte es sich um einen Rattenkönig aus zehn jungen Reisfeldratten (Rattus argentiventer oder Rattus rattus brevicaudatus). Ähnliche Phänomene werden jedoch gelegentlich auch bei anderen Arten beschrieben, so wurde im April 1929 eine Gruppe junger Waldmäuse (Apodemus sylvaticus) in Holstein entdeckt. Berichte, wonach das Zoologische Institut der Universität Hamburg über ein Präparat eines Eichhörnchenkönigs verfügen soll, sind jedoch falsch. 2018 wurde ein Eichhörnchenkönig in Nebraska fotografiert. Nicht zu verwechseln ist der Rattenkönig mit „siamesischen“ Geburten, die bei vielen Arten auftreten (so existieren z. B. diverse Präparate von „Katzenkönigen“). Beim Rattenkönig sollen die Tiere erst nach der Geburt zusammenwachsen, sie sind keine unvollständig getrennten Mehrlingsgeburten.
Ein Fund, der laut dem Kryptozoologen Michael Schneider 1963 von dem Landwirt P. van Nijnatten in Rucphen (Niederlande) gemacht wurde, bestand aus sieben Tieren. Röntgenaufnahmen zeigen, dass an den Bruchstellen der Schwänze eine Kallusbildung vorliegt, welche beweist, dass diese Tiere in diesem Zustand einige Zeit gelebt haben sowie vielleicht von anderen Ratten versorgt wurden. Auch das Vorhandensein erwachsener Tiere bei Rattenkönigen könnte für eine Versorgung durch Artgenossen sprechen.
Ein lebender Rattenkönig wurde am 21. August 2021 im Wassermelonenfeld in der Region Stawropol Russlands getroffen und ein anderer, auch lebender, am 20. Oktober 2021 in Põlvamaa, Estland, mit 13 Tieren.

## Rezeption

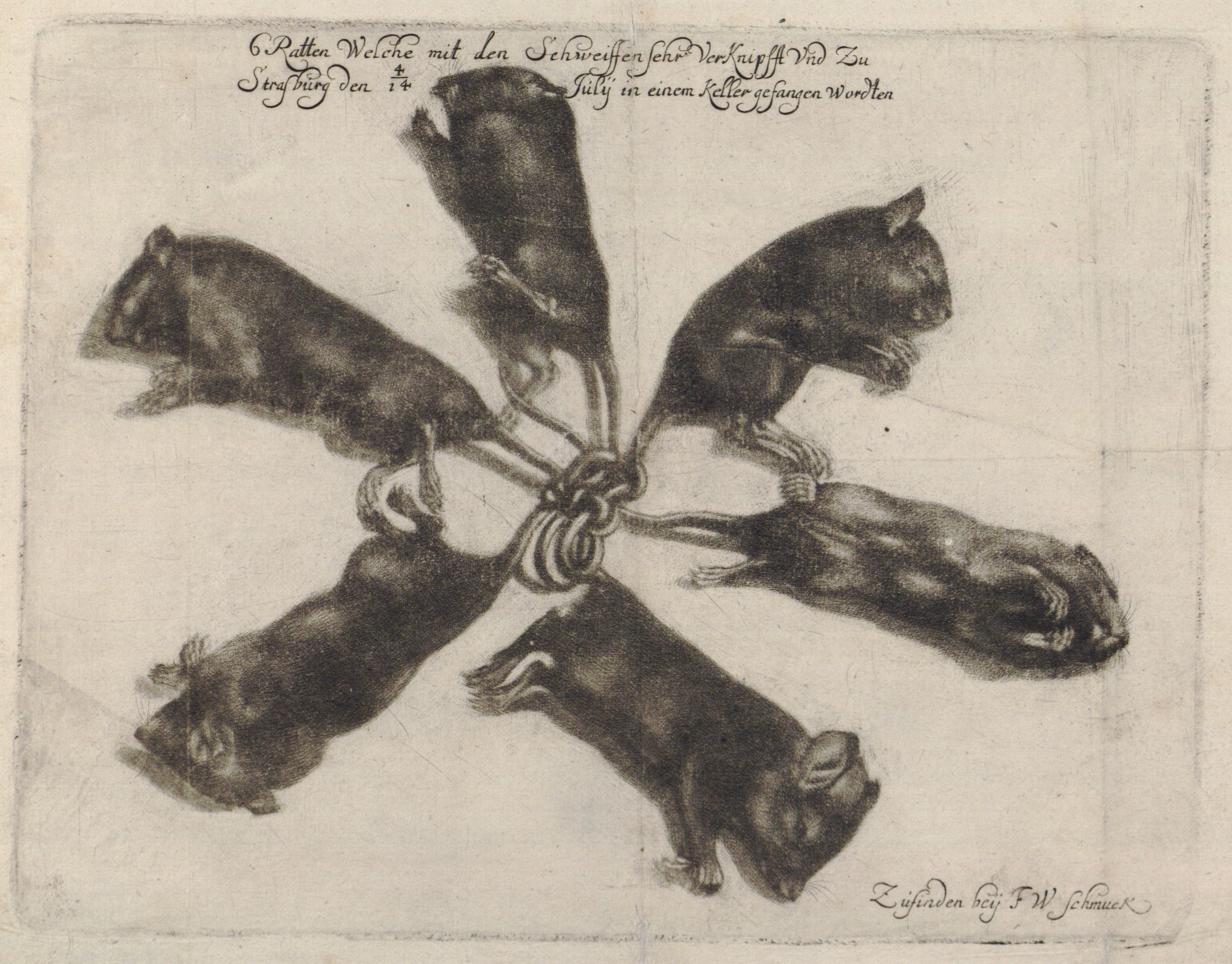
6 Ratten Welche mit den Schweiffen sehr VerKnipfft Vnd Zu Strasburg den 4./14. Julij in einem Keller gefangen wordten, Flugblatt, um 1683

In historischer Zeit galt der Rattenkönig als extrem böses Omen und verkündete etwa den Ausbruch einer Krankheitsepidemie. Meistens traf ein solches Ereignis auch ein, da Rattenkönige öfter dann auftreten, wenn zu viele Ratten existieren und entsprechend wenig Platz für neue Baue ist. Entsprechend der Anzahl der Ratten steigt dann auch die Gefahr eines Krankheitsausbruchs, etwa der Pest, deren Erreger (Yersinia pestis) durch Rattenflöhe übertragen wird.
Der Rattenkönig führte in der Frühneuzeit zur falschen Annahme, dass hier ein König oder Häuptling eines Rattenstammes gewissermaßen auf seinen Artgenossen „throne“. Dieses Bild eignet sich offenbar gut als Thema für künstlerisch-literarische Verarbeitung: So spielt in Pjotr Iljitsch Tschaikowskis Ballett Der Nussknacker ein Rattenkönig als Gegenspieler eine Rolle. Bei der zugrundeliegenden Erzählung Nußknacker und Mausekönig von E. T. A. Hoffmann spielt dagegen ein Mausekönig die entsprechende Rolle des Bösen. Dieser Mausekönig besteht jedoch nicht aus zusammengewachsenen Mäusen, sondern hat einen Körper mit sieben Köpfen. Ein anderes Beispiel ist das Märchen Rattenkönig Birlibi von Ernst Moritz Arndt. Hier wird der Rattenkönig zwar auch als Individuum dargestellt, gleichzeitig betont Arndt aber die in sich verschlungenen Schwänze des Rattenkönigpaares.
In den 1840er Jahren gab es außerdem in Bonn eine literarische Vereinigung, den sogenannten Maikäferbund, gegründet von Johanna und Gottfried Kinkel. Die Vereinszeitschrift Der Maikäfer. Zeitschrift für Nicht-Philister existierte jeweils in einem einzigen Exemplar. Mitglieder des Maikäferbundes hatten 24 Stunden Zeit, ihren Beitrag zu verfassen. Zitat:

„In Nro 48 vom 28. Oktober 1845 beteiligte er (Karl Simrock) sich an einem ‚Rattenkönig‘, einer beliebten Übung bei den Maikäfern, bei der jedes Mitglied nach vorgegebenen Endreimen ein Gedicht verfassen musste. Das führte oft zu eher merkwürdigen Resultaten, wie auch Simrock in seiner Version anmerkte: Wieviel ich hier auch Närrisches geplaudert,/ Die Narrheit hat den Rath doch zum-Gehalt,/Daß ihr zu frein gelegentlich nicht-zaudert/ Bis gänzlich schwanden Schönheit und -Gestalt.“

Heute wird der Rattenkönig gelegentlich als monströse Erscheinung in der Horrorliteratur eingesetzt (James Herbert – Die Ratten), doch schon allein das Wort „Rattenkönig“ scheint eine gewisse Anziehung auszuüben. In Avram Davidsons Erzählung The Tail-Tied Kings aus demselben Jahr bewegen sich mächtig-hilflose, rücklings an den Schwänzen zusammengebundene Lebewesen, die nicht ausdrücklich als Ratten bezeichnet werden, in einer alptraumhaften Szene.
Terry Pratchett befasst sich mit dem Thema in seinem Scheibenweltroman Maurice, der Kater 2001 (The Amazing Maurice and His Educated Rodents). Dort merkt der Protagonist Keith skeptisch an, dass der Dreck, mit dem junge Ratten angeblich zusammengebunden werden, nicht in Rattennestern zu finden sei, und vermutet, dass Rattenkönige von Rattenfängern selbst geschaffen werden. Dies wird im Roman durch den aus acht Ratten bestehenden Rattenkönig namens Spider (deutsch: Spinne) gestützt, der aufgrund seiner traumatischen Schöpfung einen Groll gegen die Menschheit hegt. In einer Notiz des Autors am Ende des Romans wagt Pratchett die Theorie, dass „im Laufe der Jahrhunderte einige grausame und erfinderische Menschen insgesamt zu viel Zeit zur Verfügung hatten“.
1993 schuf die deutsche Bildhauerin Katharina Fritsch eine überdimensionale Plastik eines aus 16 Tieren bestehenden überdimensionalen Rattenkönigs, die 1999 auf der Biennale in Venedig ausgestellt wurde.
Die französische Black-Metal-Band Mütiilation veröffentlichte 2004 das Album Rattenkönig, dessen Cover einen Rattenkönig mit sieben Ratten zeigt.
In dem 2017 veröffentlichten Loot-Shooter Destiny 2 gibt es die exotische Pistole Rattenkönig, die durch ihren mit Ratten dekorierten Schlitten auffällt.
Der Name eines Bossgegners in The Last of Us Part II ist Rat King, in Anlehnung daran, dass er aus einer Vermengung von vielen – sehr lange mit einem fiktiven Cordyceps-Pilz infizierten – Menschen besteht und sich als Einheit fortbewegt.
Bruce Hornsby veröffentlichte 2020 ein Lied namens The Rat King.

## Etymologischer Hinweis
Gelegentlich wird eine Etymologie des „Rattenkönigs“ aus dem französischen roi-de-rats, Rattenkönig, angeführt, das möglicherweise aus rouet de rats, Rattenrad, entstanden sei. Dies erscheint aber unwahrscheinlich, da der Rattenkönig vorwiegend im deutschen Raum auftritt. Die französische Bezeichnung wurde demzufolge aus der deutschen direkt übernommen. Für die Entlehnung aus dem Deutschen sprechen auch die in der französischen und englischen Sprache untypischen Bindungskonstruktionen rat king oder rat-king und roi de rats oder roi-de-rats, die noch die deutsche Wortbindung nachahmen, statt king of rats oder roi des rats. Auch die niederländischen, dänischen, spanischen, russischen und türkischen Namen des Phänomens sind wörtliche Übersetzungen des deutschen Ausdrucks „Rattenkönig“, also wohl Entlehnungen, die noch auf die Anfänge des Mythos von einem König im Rattenreich (16. bis 18. Jahrhundert) verweisen, als fast nur im deutschen Sprachraum Rattenkönige dokumentiert wurden.

## Bekannte Funde und Ausstellungsexemplare (unvollständig)

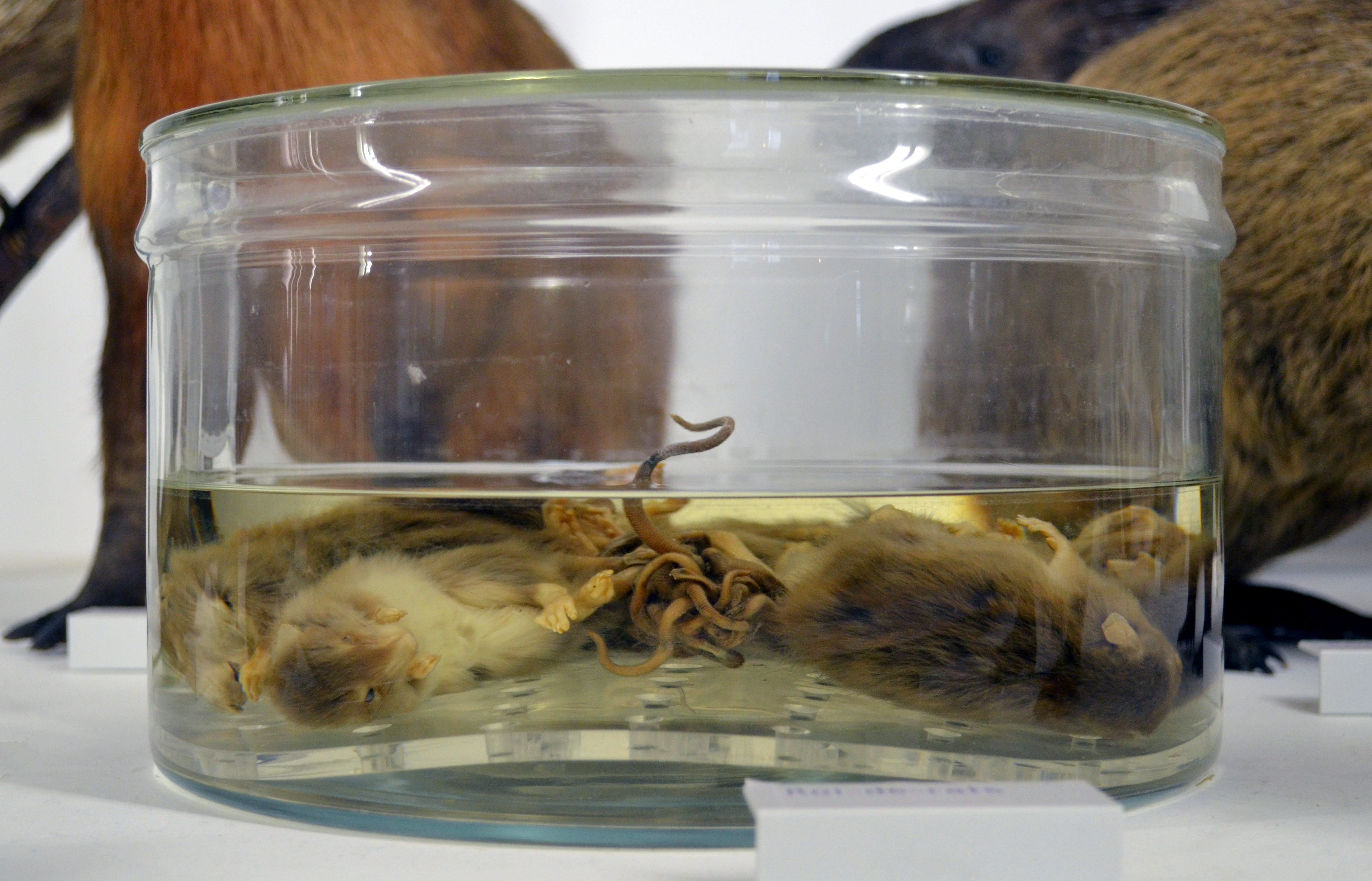
„Roi de rats“ im Museum in Nantes

### Funde
- 1725 vom Müller Berger in Dorndorf/Werra, 11 lebende Individuen auf dem Dachboden, mit Gehilfen gejagt und im Mühlgraben ersäuft, einzelne hatten sich zuvor noch losgerissen.[13]
- 1748 vom Müller Johann Heinrich Jäger in seiner Mühle: 18 lebende Individuen.
- 1772 in Erfurt, Schlössergasse, beim Abbruch eines Kornspeichergebäudes – 11 Individuen, ein Erfurter Arzt versuchte das Exemplar zu konservieren, was ihm misslang.[14]
- Dezember 1822 in Döllstedt, gleich zwei Rattenkönige: einer aus 14 und einer aus 28 Individuen.
- 1828 in Buchheim bei Eisenberg (Thüringen): Beim Abriss eines Kamins fand ein Müller eine Gruppe von 32 toten, ausgetrockneten und felllosen Individuen, die heute im „Mauritianum“ in Altenburg ausgestellt sind.
- 1895: 10 Individuen, heute zu sehen im Zoologischen Museum der Stadt Straßburg.
- 1899: 7 Individuen, heute zu sehen im Museum in Châteaudun.
- 23. März 1918 in Bogor auf Java: 10 Individuen von Reisfeldratten.
- Februar 1963, vom niederländischen Landwirt P. van Nijnatten in Rucphen: 7 Individuen.
- 10. April 1986, in Maché in Frankreich: 9 Individuen, heute zu sehen im Museum in Nantes.
- 16. Januar 2005, in Võrumaa in Estland: 16 Individuen, davon fünf bis neun lebend.
- 19. Oktober 2021, in der Gemeinde Kanepi (Kreis Põlva) in Estland: 13 lebende Individuen.[15][16][17]

### Präparate
- Mauritianum, Altenburg: 32 mumifizierte Individuen, gefunden 1828
- Hamburg, Zoologisches Institut der Universität Hamburg (Alkoholpräparat)
- Göttingen, Zoologisches Museum der Universität Göttingen (Alkoholpräparat und Röntgenaufnahme)
- Museum von Nantes: 9 Individuen, gefunden 1986
- Museum von Straßburg: 10 Individuen, gefunden 1895
- Museum von Châteaudun: 7 Individuen, gefunden 1899

## Vorkommen bei anderen Tiergattungen

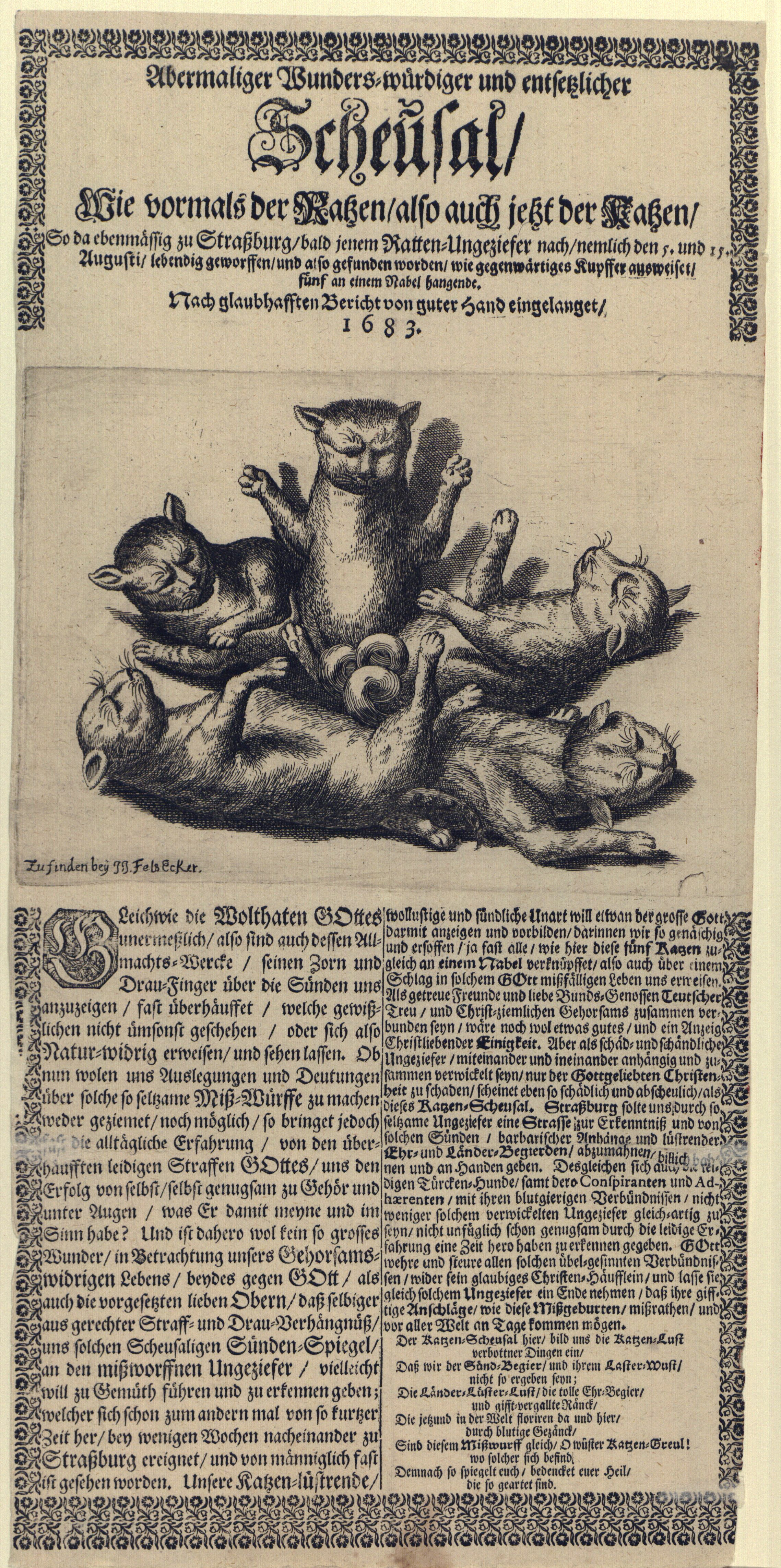
Einblattdruck zu einem Katzenkönig von 1683

Neben Rattenkönigen gibt es vereinzelt Berichte über ähnliche Phänomene von an Schwänzen miteinander verbundener Tiere anderer Tiergattungen. Aus dem Jahr 1683 berichtet ein Einblattdruck neben dem Fund eines Rattenkönigs auch über einen aus Katzen; der Autor des Berichts sieht in der Erscheinung eine Mahnung Gottes an das sündige Volk.
Aus Nordamerika gibt es Beobachtungen und Funde von Eichhörnchen-Königen. Funde mit lebenden Individuen konnten teils erfolgreich voneinander getrennt werden.